# Kristiánova legenda

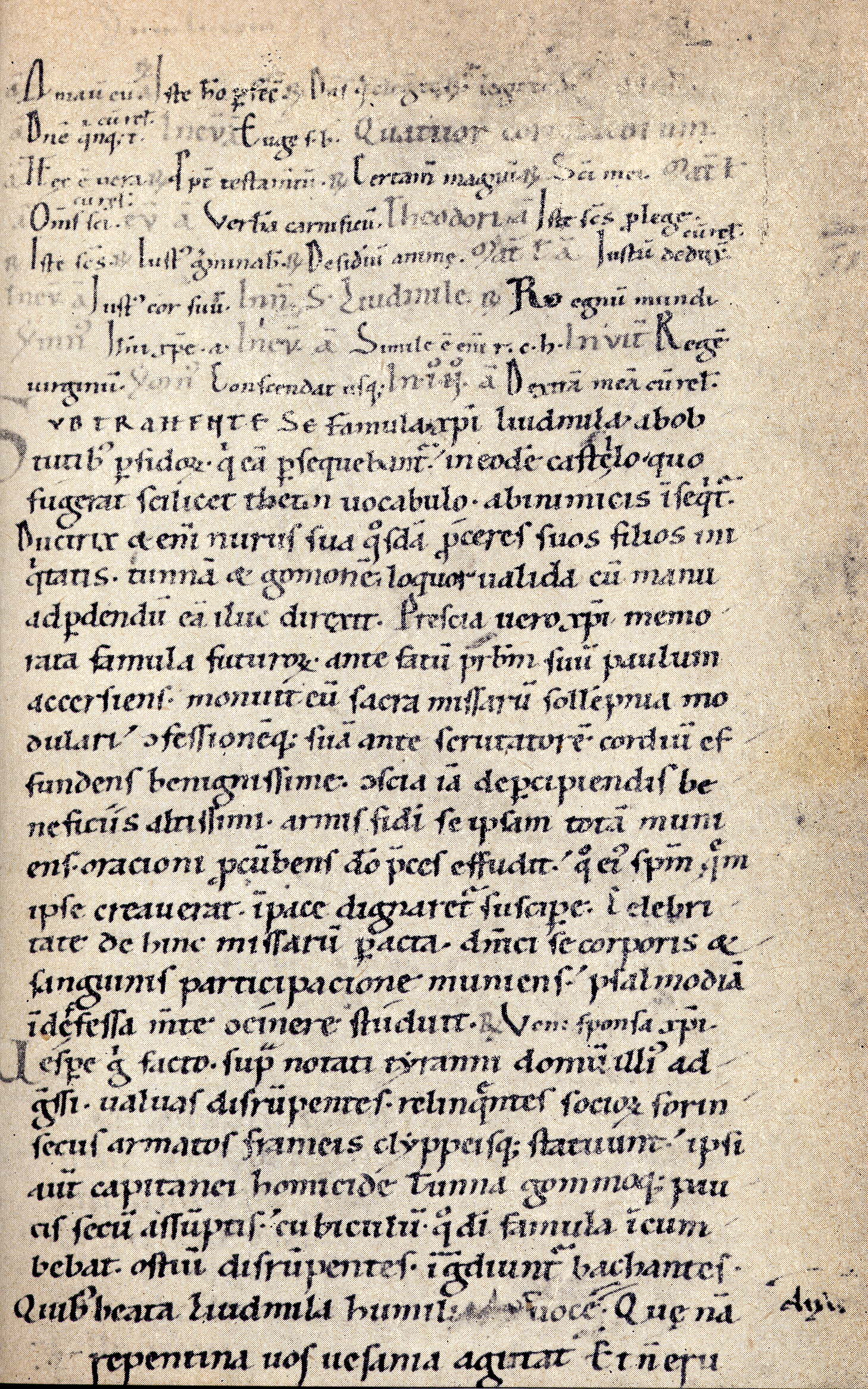
První strana z rukopisu Rajhradského breviáře z poloviny 12. století

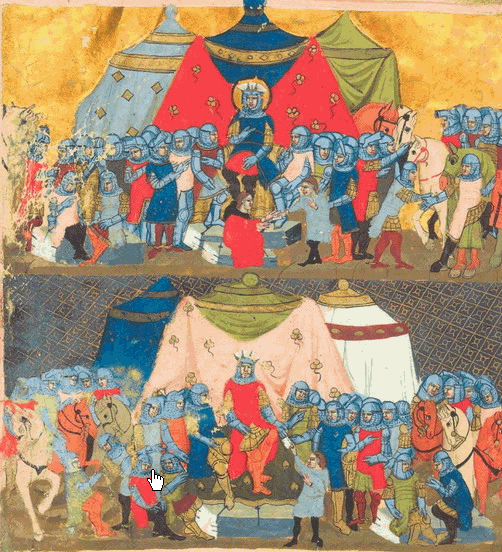
Vyobrazení konfliktu mezi sv. Václavem a kouřimským knížetem (pařížský zlomek latinského překladu Dalimilovy kroniky)

Život a umučení svatého Václava a jeho báby svaté Ludmily (latinsky Vita et passio sancti Wenceslai et sanctae Ludmilae avae eius) je latinský spis o počátcích křesťanství na Velké Moravě a v Čechách a o prvních českých světcích – svatém Václavu a svaté Ludmile. Běžně se používá zkrácený název Kristiánova legenda (případně Křišťanova legenda) podle označení „Christianus“, které si dal autor legendy v její předmluvě; jindy se toto označení překládá jako „křesťan“ a anonymní dílo se proto označuje také jako legenda tzv. Kristiána.
Legenda sama se hlásí do konce 10. století, ale skutečná doba vzniku je nejistá a je předmětem staletého vědeckého sporu o Kristiána čili sporu o pravost Kristiána. Zastánci pravosti kladou dobu jejího vzniku před rok 994 (např. Pekař, Třeštík, Kalhous). Jiní historici ji označují za pozdější falzum a datují ji do 12. století (např. Novotný, Vacek, Kubín) či 13. až 14. století (např. Dobrovský, Kalandra). Otázka pravosti legendy je důležitá pro poznání počátků českého státu, protože na ní záleží, zda lze text považovat za jeden z klíčových pramenů pro poznání tohoto období. Pokud je spis pravý, jedná se o nejstarší ucelený náčrt českých dějin, ve kterém počátky českého křesťanství autor líčí jako pokračování velkomoravské cyrilometodějské tradice.

## Rukopis
Nejstarší rukopisy obsahující části Kristiánovy legendy jsou datovány do 12. století. Celý text legendy se zachoval až v Dražickém rukopise (vznikl na přání biskupa Jana IV. z Dražic a nachází se v knihovně pražské metropolitní kapituly pod signaturou G5), který byl sepsán ve 40. letech 14. století. Ostatní dochované texty legendy pocházejí z manuskriptů datovaných převážně do rozmezí 14. až 15. století.
Za "znovuobjevitele" Kristiánovy legendy je považován Bohuslav Balbín, který ji nalezl v roce 1645 v třeboňském archivu. Badatelům Josefu Dobrovskému a Gelasiu Dobnerovi však byla svým rozsáhlým cyrilo-metodějským exkurzem podezřelá, proto ji ve výsledku označili za podvrh. Do historické debaty legendu vrátil až roku 1902 Josef Pekař a od té doby neskončily učené spory o její platnost, ač v současnosti (nikoliv však absolutně) převažuje mínění o platnosti Pekařovy datace.

## Autor legendy
Určité informace o autorovi podává samotná legenda, ovšem jen za předpokladu pravosti legendy. Hned v první větě předmluvy, která dedikuje dílo druhému pražskému biskupovi Vojtěchovi, se autor v rámci povinných projevů křesťanské pokory označuje jako solo nomine Christianus (Křesťan jen podle jména). Zda se „Christianus“ přeloží jako křesťan (O. Králík), nebo jako autorovo jméno Kristián či Křišťan (Ludvíkovský), záleží na výkladu smyslu latinského spojení: buďto pouze svým jménem jsem Kristián [nezasluhuji označení křesťan], nebo křesťanem se jen nazývám [ale nežiji životem pravého křesťana].
Z první věty se též dozvídáme, že autor je mnichem a dále v předmluvě označuje Vojtěcha nejdražším synovcem, což ukazuje na příbuznost obou kleriků – latinské nepos. To ovšem může mít podstatně širší význam než „synovec“, může se jednat obecně o „příbuzného“. Autor tedy pocházel snad z rodu Slavníkovců; jelikož však legenda zmiňuje Vojtěchovo příbuzenství s Přemyslovci, nelze vyloučit ani jeho přemyslovský původ. Někdy je autor ztotožňován přímo se svatým Vojtěchem.[zdroj?]
Nejpropracovanější názor na osobnost vlastního autora legendy, který se označuje za mnicha Kristiána, nabídl Dušan Třeštík ve studii Přemyslovec Kristián, kde jej důmyslně ztotožnil se Strachkvasem, podle Kosmy je synem Boleslava I., na jehož narození 27. září byl sv. Václav pozván. I přesto se však v literatuře pod starším vlivem objevuje mínění, že autor legendy pocházel z břevnovského kláštera (např. v populárním výboru raně středověkých legend literárního historika Oldřicha Králíka). Podle Králíka je nejpravděpodobnějším autorem legendy bratr sv. Vojtěcha Gaudencius neboli sv. Radim, který se v závěru života stal biskupem v Hnězdně.

## Význam Kristiánovy legendy
Význam Kristiánovy legendy jako pramene pro nejstarší české dějiny stojí a padá s uznáním její pravosti, protože jako dílo nikoli historické, ale nábožensko-literární poskytuje informace především o době svého vzniku.
V případě vzniku v době episkopátu sv. Vojtěcha se jedná o výjimečný pramen, který Josef Pekař označil za nejstarší českou kroniku a podle Dušana Třeštíka je svodem dosavadního literárního úsilí. Kristián jako příslušník vládnoucí přemyslovské dynastie (možná syn Boleslava I. a bratr Boleslava II.) ve své legendě sleduje dva cíle: je jím přirozeně oslava světce ze středu českého knížecího rodu (a možná i snaha o napravení otcovy viny). S tím se však logicky pojí ještě jeden aspekt, na který poukázali Dušan Třeštík a David Kalhous: Kristián podle nich cca 130 let před Kosmou vlastně formuluje politický program českého státu, legitimizuje jeho postavení a výsadní roli ve střední Evropě a v duchu odkazů na dědictví Velké Moravy nejspíše připravoval cestu Slavníkovce Vojtěcha (svého příbuzného) k arcibiskupskému důstojenství. Kristiánova legenda, přijmeme-li její původ ze sklonku 10. století, je zásadním historickým pramenem pro nejstarší dějiny Čech. Tvoří tak významný korektiv ke Kosmově kronice, neboť srovnáním těchto dvou děl můžeme postihnout ideový vývoj raně středověkého přemyslovského knížectví.

## Spor o pravost legendy
Ačkoli legenda samotná hlásá, že vznikla někdy na konci 10. století za Vojtěchova episkopátu, někteří historikové o této tradiční dataci pochybují, a to již od konce 18. století. Kristiánovu legendu přitom označují za pozdější falzum vzniklé snad ve 12., 13., nebo dokonce 14. století. Se sporem je spojena i otázka autorství legendy.
- Bohuslav Balbín (objevitel) považoval autora za syna Boleslava I. a zároveň dovozoval, že matka biskupa Vojtěcha, Střezislava, musela být autorovou sestrou.[8]
- Gelasius Dobner vycházel z předpokladu, že domnělým autorem by měl být Strachkvas známý z Kosmovy kroniky, ale z jistých nesrovnalostí a také z nelichotivého líčení Boleslava I., pravděpodobného autorova otce, vyvozuje, že autorem byl spíše Kristián ze Skály, kancléř Přemysla Otakara I., a že tedy nejde o původní dílo z 10. století.[9]
- Josef Dobrovský považoval Kristiána za autora z přelomu 13. a 14. století, jenž byl neznámý Dalimilovi.[10]
- František Palacký přejímal názor Josefa Dobrovského, že jde o pozdější dílo.[11]
- Josef Pekař se ve své knize Nejstarší kronika česká (vydána r. 1903) snažil prokázat pravost legendy.[12]
- Ani Pekařovo argumentační umění a jeho autorita v historické obci však nepřesvědčily všechny. Z jeho soudobých kolegů proti pravosti Kristiána vystoupili kupříkladu Václav Novotný a František Vacek, kteří s ohledem na kult sv. Ludmily, výrazněji se prosazující až ve 12. století, kladli vznik dané legendy až do této doby. Na konci 40. let 20. století pak následoval teze svého učitele Václava Novotného v rozsáhlé dvousvazkové studií Rudolf Urbánek.[13]
- Záviš Kalandra zase velmi obšírně dokazoval, že Kristiánova legenda je falzem vzniklým v letech 1333–1342 v roudnickém klášteře (tedy v době podalimilovské).[14]
- Další podpoře autentičnosti se legendě dostalo po roce 1950 v rozsáhlé práci Jaroslava Ludvíkovského.[15] Krom něho podpořil stáří Kristiána literární vědec Oldřich Králík. I přesto však zůstal nepřesvědčen například Zdeněk Fiala, stěžejní osobnost tehdejší historické vědy.[16]
- Obhájcem pravosti legendy byl také Dušan Třeštík, jehož argumentační podporou byl spor o pravost Kristiána na určitou dobu ukončen.[17]
- V poslední době (v roce 2007) však vystoupil s obranou názoru Vacka a Novotného Petr Kubín, který zasazuje vznik legendy až do poloviny 12. století.[18] Proti němu obhajuje Třeštíkův koncept například David Kalhous.[19] Diskuse pokračuje i nadále.[20] Kristián je tak stále pro české dějepisectví příslovečným tématem věčného návratu, které je provází již od 18. století.

### Edice
- Kristiánova legenda. Příprava vydání Jaroslav Ludvíkovský; překlad Jaroslav Ludvíkovský. Praha: Vyšehrad, 1978. 164 s. (česky a latinsky) Opatřeno poznámkami autora.